# Centro-Norte do Arizona
O Centro-Norte do Arizona é uma região do estado do Arizona, nos EUA. É uma zona de transição entre a província de Basin and Range e o Planalto do Colorado e possui uma das paisagens mais acidentadas e pitorescas do Arizona.
Faz parte da seção sul do Planalto do Colorado (Planalto Mogollon) e possui uma média de altitude de 1220 a 1520 metros. 

## Aspectos Fisiográficos
- Mogollon Rim
- San Francisco Volcanic Field
- Pico Humphrey (maior do Arizona, com 3.850m)
- Cratera de Barringer
- Lago Mormon
- Oak Creek Canyon
- Vale Verde
- Montanhas Mingus (Black Hills (Arizona))
- Verde Rim
- Red Rock Country
- Montanhas Bradshaw
- Granite Mountain
- Rio Pequeno Colorado
- Fossil Creek Canyon

## Monumentos Nacionais
- Wupatki
- Sunset Crater
- Walnut Canyon
- Castelo Montezuma
- Tuzigoot

## Parques Estaduais
- Riordan Mansion
- Slide Rock
- Red Rock
- Dead Horse Ranch
- Jerome
- Fort Verde
- Tonto Nature Bridge

## Cidades/Vilas
- Williams
- Flagstaff
- Sedona
- Village of Oak Creek
- Jerome
- Ash Fork
- Paulden
- Chino Valley
- Prescott
- Humboldt
- Dewey
- Mayer
- Cordes Lakes
- Cottonwood
- Camp Verde
- Clarkdale
- Cornville
- Lake Montezuma
- Payson
- Strawberry
- Pine
- Pinetop-Lakeside
- Show Low